# トップ屋
トップ屋（トップや）とは昭和30年代の出版社系週刊誌創刊ブームの頃、出版社の依頼で週刊誌の記事を書くフリーランスのジャーナリストやライターのこと。雑誌の巻頭記事（トップ記事）を依頼されて書くことでこの名称が生まれ、当時活躍した梶山季之や草柳大蔵などが有名。テレビドラマ『トップ屋』によって、その存在が一般にも知られるようになった。

## トップ屋の登場
1956年（昭和31年）に『週刊新潮』が創刊される際、それまであった『週刊朝日』『サンデー毎日』など、新聞社の発行する週刊誌とは異なり、文芸出版社である新潮社では記事を取材する記者や組織を持たなかったため、特にトップ記事、特集記事を書ける人材として、元新聞記者、新聞記者で作家志望や雑誌に興味のある者、作家、評論家、ジャーナリスト志望の者などを募った。これに草柳大蔵、亀井龍夫、青地晨、梶山季之といったメンバーが集まり、取材グループと原稿手直しグループに分け、社員にするのではなく社外記者という名分で、原稿料を支払う形で仕事を依頼した。この中では、草柳大蔵をリーダーとする草柳グループが目立った存在となった。
続いて1957年（昭和32年）に河出書房『週刊女性』、1958年（昭和33年）に集英社『週刊明星』、光文社『女性自身』、1959年（昭和34年）文藝春秋社『週刊文春』などが創刊され、新潮社と同様の方式を取り入れ、1959年（昭和34）創刊の中央公論社『週刊公論（コウロン）』では社員に大宅壮一の指導を受けさせつつ同時にトップ屋も起用した。『女性自身』には創刊から草柳大蔵が参加し、梶山季之は『週刊明星』続いて『週刊文春』に梶山グループとして参加した。
『週刊朝日』編集長の扇谷正造が梶山季之に向かって「トップ屋」という呼び方をしたことから、これら記者全般に対しこの名前が使われるようになった。それから島田一男原作の映画『トップ屋取材帖』シリーズが生まれ、続いて1960年（昭和35年）にテレビドラマ『トップ屋』が丹波哲郎主演で放送されて、トップ屋という言葉は広く知られる。これら作品で主人公のトップ屋は空手を使い、拳銃を抜いたりして活躍したのだが、梶山は同年『週刊公論』に坂出淳名義の「トップ屋は抗議する」を書いて、現実のトップ屋の実態を紹介した。

## 様々な形態・人物
初期のトップ屋は、フリーランスとはいえ雑誌の専属のような形だったが、欧米型の通信社のようなトップ屋集団を目指して、『東京タイムズ』記者で梶山季之に親しかった北川衛らが「東京ペン」を1959年（昭和34年）に起こした。「東京ペン」は、山本富士子の婚約者が古屋丈晴という特ダネを得て『モダン日本』に売り込んだが、『毎夕新聞』に転売されて掲載され、また芸能界に関係の深い『週刊平凡』『週刊明星』『女性自身』はこれをデマだと報じた。
1958年（昭和33年）創刊の『週刊実話』では、専属契約ではないが、青柳淳郎の作った「青柳取材プロ」に仕事を多く依頼し、皇太子妃決定や、石原裕次郎と北原三枝の婚約、金田正一の愛人に子供がいることなどなどのスクープをものにした。丹波哲郎もドラマ『トップ屋』出演のために青柳取材プロを見学したが、後に青柳取材プロに私生活をすっぱ抜かれることになった。
『週刊実話』編集長だった田口澄は、新聞社相手の通信社だった「綜合通信」を買い取ってトップ屋グループとして活動を始め、週刊誌、月刊誌などに記事を売った。『土曜漫画』編集長だった高橋猛もトップ屋に転じ、キャバレー・チェーン経営者の福富太郎に「キャバレー太郎」のあだ名を付けて売り出したり、森川昭彦をセックス・ドクターとして話題にしたりした。河出書房『知性』の編集長だった小石原昭は、会社倒産の後、PR雑誌の編集会社「知性アイデアセンター」を作り、スポンサーの広告料付きのパブリシティ記事を一般誌にも広く売り込んだ。
元読売新聞の三田和夫と元毎日新聞の千田夏光は、アイデアを売る会社として三田コンサルティングを設立し、記事を作る他にテレビや映画の製作も行ったが、1961年（昭和36年）に解散する。
グループを組むことが多いトップ屋の中で、竹中労や清水一行は個人で依頼を受けるライターで、竹中は『アサヒ芸能』などで芸能ネタの特集記事を主に書いていたが、やがて『女性自身』で芸能方面を引き受ける竹中班を作る。清水は『週刊現代』に投資記事を書き始めたのをきっかけに小説を発表するようになった。五島勉も個人で活動するトップ屋で、「深夜族」「ササヤキ族」といった流行語を生み出した。フリーのトップ屋が署名原稿を書かされることも現れ、代表的な者に武田繁太郎、猪野健治などがいた。東京ペンにいた岡村昭彦は、その後カメラマンに転向し、ベトナム戦争に従軍して『ベトナム戦線従軍記』で名を知られた。
記者が取材した原稿を仕上げる役目を、リライター、アンカーと呼び、作家志望、評論家志望の者を採用し、『週刊新潮』では井上光晴、津村秀介、『週刊平凡』の後藤明生、『週刊文春』の小堺昭三、村島健一、『週刊女性』の丸元淑生、『女性自身』の千田夏光などがいた。井上光晴は『週刊新潮』が共産党の内情を取材する際に目を付けられて、ドヤ街のルポなどを書くようになったが、アンカーとして独自のスタイルを生み出すようになり、「コメント中心主義」「藪の中スタイル」などと呼ばれた。
また徐々に各社ともネタの流出を恐れ、契約していたトップ屋を正社員にしたり、正社員に記事が書けるようにする方向も生まれてくる。その延長で『週刊文春』では1961年（昭和36年）に梶山グループが解散することになり、梶山季之に小説『朝には死んでいた』を連載させた。「ルポライター」という呼び名を使い始めたのも梶山季之で、フランス語の「ルポルタージュ」と英語の「ライター」を組み合わせた新語だったが、業界では広く使われるようになった。

## 事件とスクープ
1957年（昭和32年）に草柳大蔵が『週刊新潮』に書いた「八月六日の遺産-はじめてルポされたABCCの実態」は、ABCC（原爆傷害調査委員会）に関する初めての報道になった。
梶山季之グループの記事では、『週刊明星』の「デートも邪魔する警職法!」は反響を呼び、政府法案が撤回されることになった。また『週刊文春』では、東京都知事選挙における有田八郎に対する怪文書事件では、犯人を突き止めて、警察による逮捕に導き、また内閣調査室に関係する押田機関の存在を暴いたりした。梶山グループは梶山軍団とも呼ばれたが、そのメンバーだった恩田貢はダグラス・グラマン事件、ロッキード事件などのスクープをものにした。
1963年（昭和38年）には『婦人倶楽部』に春日野八千代の偽手記が掲載されて抗議を受けてニュースになったが、この手記もある大阪在住のトップ屋がでっちあげたものだった。
1965年（昭和40年）に『週刊文春』の大竹宗美は、三矢研究の情報を社会党の楢崎弥之助に提供して、議論を呼び起こした。
同年魚住純子が元所属していたプロダクションの社長がトップ屋の山口ナナにスキャンダルを売り込み、これを『週刊実話』に掲載したために魚住に告訴され、有罪となった。
大鵬の結婚相手をすっぱ抜いたこともある大滝譲司は、1969年（昭和44年）のプロ野球の黒い霧事件では、行方をくらました永易将之の独占インタビューを『内外タイムス』に掲載して注目を浴びた。元CIAであり下山事件の真相を知っていると語ってマスメディアで名を知られた新谷波夫は、その後トップ屋になり、1966年（昭和41年）のビートルズ来日の時にはガードマンとして潜り込んでメンバーの行動を漏らし、1969年（昭和44年）デヴィ夫人が未亡人となった時にはマスコミ向けのスポークスマンとして活躍した。
1970年（昭和45年）の富士銀行19億円不正融資事件では、情報が公開されない状態で金融業界紙出身の初川三郎が『週刊実話』に特集記事を掲載して、スクープとなった。